# Patellapis suarezensis
Patellapis suarezensis là một loài Hymenoptera trong họ Halictidae. Loài này được Benoist mô tả khoa học năm 1962.